# Nothocasis tsangpoensis
Nothocasis tsangpoensis är en fjärilsart som beskrevs av Louis Beethoven Prout 1958. Nothocasis tsangpoensis ingår i släktet Nothocasis och familjen mätare. Inga underarter finns listade i Catalogue of Life.